# Glacera dels Grands Couloirs
La glacera dels Grands Couloirs és una glacera francesa del Massís de la Vanoise (Alps). Es troba a la cara sud-oest de la Grande Casse (3.855 m). Està situada sobre el llac Long.